# Zlouporaba
Zlouporaba (lat. abusus; doslovni prijevod: "uporaba po zlu") je pogrešna, loša, neprikladna uporaba prema određenoj osobi/osobama ili prema jednoj stvari.
Zlouporaba može biti po zakonu kažnjivo djelo.
Može biti na primjer (navedno je nekoliko primjera, lista nije potpuna):
- Zlouporaba položaja i ovlasti
- Zlouporaba azila
- Zlouporaba opojnih sredstava
  - Zlouporaba alkohola
  - Zlouporaba lijekova

- Zlouporaba osobnoga vozila
- Zlouporaba moći
- Zlouporaba tržišta
- Zlouporaba povjerenja
- Zlouporaba osiguranja
- Zlouporaba oružja